# Barbora Malíková
Barbora Malíková (n. 30 decembrie 2001, Opava, North Moravia region⁠(d), Cehia) este o atletă cehă, specializată în proba de 400 de metri. A participat la o ediție a Jocurilor Olimpice (2020).

## Palmares
| An   | Competiție                                 | Locație                 | Loc       | Eveniment     | Note           |
| ---- | ------------------------------------------ | ----------------------- | --------- | ------------- | -------------- |
| 2017 | Campionatul Mondial de Juniori (sub 18)    | Nairobi, Kenya          | 1         | 400 m         | 52,74          |
| 2017 | Festivalul Olimpic al Tineretului European | Győr, Ungaria           | 2         | 400 m         | 54,07          |
| 2017 | Festivalul Olimpic al Tineretului European | Győr, Ungaria           | 3 (serie) | 4×100 m       | 47,98          |
| 2018 | Campionatul European de Juniori (sub 18)   | Győr, Ungaria           | 1         | 400 m         | 52,66          |
| 2018 | Campionatul European de Juniori (sub 18)   | Győr, Ungaria           | 2         | ștafetă mixtă | 2:09,41        |
| 2018 | Jocurile Olimpice de Tineret               | Buenos Aires, Argentina | 1         | 400 m         | 54,18 și 54,68 |
| 2019 | Campionatul European de Juniori            | Borås, Suedia           | 3         | 400 m         | 52;37          |
| 2021 | Ștafetele Mondiale                         | Chorzów, Polonia        | 19        | 4×400 m mixt  | 3:21,05        |
| 2021 | Campionatul European de Tineret            | Tallinn, Estonia        | 2         | 400 m         | 51,23          |
| 2021 | Campionatul European de Tineret            | Tallinn, Estonia        | 1         | 4×400 m       | 3:30,11        |
| 2021 | Jocurile Olimpice                          | Tokio, Japonia          | 34        | 400 m         | 52,83          |
| 2023 | Universiada                                | Chengdu, China          | 3         | 400 m         | 52,66          |
| 2024 | Ștafetele Mondiale                         | Nassau, Bahamas         | 17        | 4×400 m       | 3:27,76        |
| 2024 | Campionatul European                       | Roma, Italia            | –         | 4×400 m       | DS             |
| 2024 | Campionatul European                       | Roma, Italia            | 6         | 4×400 m mixt  | 3:14,24        |

## Legături externe
- en Barbora Malíková la World Athletics
- en Barbora Malíková la Olympedia.org